# Исла-Мухерес (город)
Исла-Мухерес (исп. Isla Mujeres) — город в Мексике, штат Кинтана-Роо, входит в состав одноимённого муниципалитета и является его административным центром. Численность населения, по данным переписи 2020 года, составила 13 174 человека.

## Общие сведения
Название Isla Mujeres (с исп. — «остров женщин») заимствовано у острова, на котором он расположен. Остров так назвали испанские мореплаватели, которые обнаружили на нём множество глиняных изваяний женщин.
17 августа 1850 года на острове был основан посёлок Долорес. Туда переселялись рыбаки майя, бежавшие от Юкатанской войны рас.
В конце XIX века в посёлке уже проживал 651 человек.